# Слудский, Аркадий Александрович
Аркадий Александрович Слудский (21 февраля 1912, Тирасполь, Тираспольский уезд, Херсонская губерния — 9 марта 1978, Алма-Ата, КазССР) — советский казахский зоолог, доктор биологических наук (1962). Член-корреспондент АН Казахской ССР (с 1967). Основатель казахстанской териологии и охотоведения.

## Биография
Родился в Тирасполе в семье служащих.
В 1927 году семья переехала в Томск, здесь Слудский закончил среднюю школу и с 1929 года, в возрасте 12 лет стал наблюдателем зоологического пункта Сибирской станции защиты растений (на станции он работал в течение двух лет). Детство и юность провёл в Сибири.
В 1930 году поступил в Иркутский институт пушно-мехового хозяйства (в том же 1930 году он опубликовал свою первую научную статью), в 1934 году вместе с факультетом он был переведен в Всесоюзный зоотехнический институт пушно-сырьевого хозя́йства, который закончил в 1935 году (став одним из первых в СССР специалистов-охотоведов высшей квалификации). 
В 1936—1938 годах работал в старшим охотоведом в конторе "Заготпушнина" Казахской ССР. 
В 1938 году организовал в Алма-Ате научно-исследовательскую охотничье-промысловую станцию. С 1938 по 1942 год возглавлял Казахский научно-исследовательский институт охотоведения, руководил разработками научных основ развития охотничьего хозяйства Казахстана и обогащения фауны промысловых животных, вёл работы по акклиматизации ондатры.
В 1946 г. А. А. Слудский окончил аспирантуру при Казахском отделении АН СССР, защитил кандидатскую диссертацию по биологии ондатры в Казахской ССР.
С 1962 года - доктор биологических наук.
В 1944—1978 годах — научный сотрудник, заведующий лабораторией млекопитающих (1948—1976) и директор Института зоологии  Академии наук Казахстана (1967—1971).
Одновременно, с 1958 по 1969 год, возглавлял Казахстанское отделение Всесоюзного НИИ животного сырья и пушнины.

## Научная деятельность
Занимался исследованием фауны Казахстана. Благодаря труду А. А. Слудского был сделан бесценный вклад в развитие Советской, и в частности Казахстанской школы охотоведения, прикладной экологии и териологии.
Основные научные исследования учёного посвящены проблемам использования дорогих пушных зверей в народном хозяйстве Казахстана. Внёс большой вклад в изучение, сохранение и восстановление численности сайгака в СССР.
Был членом Центрального Совета Всесоюзного Териологического общества, принимал активное участие в организации Первого Международного Териологического Конгресса, состоявшегося в 1974 г. в г. Москве. По его предложению эмблемой этого конгресса стал сайгак.
Активно участвовал в разработке «Закона об охране природы Казахской ССР», был членом Комиссии по охране природы СССР, заместителем Председателя Комиссии по охране природы АН Каз. ССР, членом Научно-технического совета Главного Управления заповедников и охотничьего хозяйства при Совете Министров Каз. ССР и Совета Казохотрыболовсоюза, входил в состав Оргкомитетов многих всесоюзных и республиканских совещаний и конференций по териологии, зоогеографии и охотничьему промыслу.

## Награды
- Государственная премия СССР (1951 г.) - за успехи в акклиматизации ондатры в Казахстане и организации её пушного промысла[2][1].
- За большой вклад в развитие охотоведческой науки и охотничьего промысла Верховный Совет Казахской ССР наградил его в 1961 году Почётной Грамотой
- В 1970 году Президиум Верховного Совета СССР наградил его медалями: «За освоение целинных земель» и «За доблестный труд».
- Государственная премия Каз. ССР (1982, поссмертно) за разработку биологических основ восстановления и охраны поголовья сайгаков и рационального использования в народном хозяйстве Казахстана.

## Избранные труды
Автор свыше 130 научных работ, в том числе более 10 монографий.
- «Ондатра» (1948)
- «О редких и новых видах млекопитающих для Казахстана» (1950)
- Тигр в СССР. Изв. АН КазССР, сб. биол. № 8: 18-43 (1953)
- «Кабан» (1956)
- «Сайгак в Казахстане» (1955, 1982)
- «Взаимоотношения хищников и добычи» (1962)
- «Джуты в евразийских степях и пустынях» (1963)
- «Итоги и перспективы акклиматизации охотничье-промысловых животных в Казахстане» (1964)
- «Тигр, его распространение, экология и практическое значение» (1966)
- «Владыка джунглей». Алма-Ата (1966)
- Мировое распространенных численность тигра. Тр. Института зоол. АН КазССР, 26. Алма-Ата. (1966)
- «Корсак, его экология и промысел» (1966)
- «Распространение и численность диких кошек в СССР» (1973)

Кроме этого, А. А. Слудский был одним из авторов фундаментальной сводки «Млекопитающие Советского Союза» (1967, 1972) и одним из создателей и авторов многотомной монографии «Млекопитающие Казахстана», первый том которой вышел в свет в 1969 году, а последний — уже после его смерти, в 1985 году.

## Память
- В 1989 году в честь А. А. Слудского Г. И. Шенбротом и В. Н. Мазиным описан подвид бледного карликового тушканчика из Прибалхашья Salpingotus pallidus sludskii Shenbrot & Mazin, 1989
- В 2012 году учреждена ежегодная премия и именная медаль Аркадия Слудского.

Отец Александра Аркадьевича Слудского, эпидемиолога, доктор биологических наук (1998).